# Massa (Gorilla, 1971–2020)

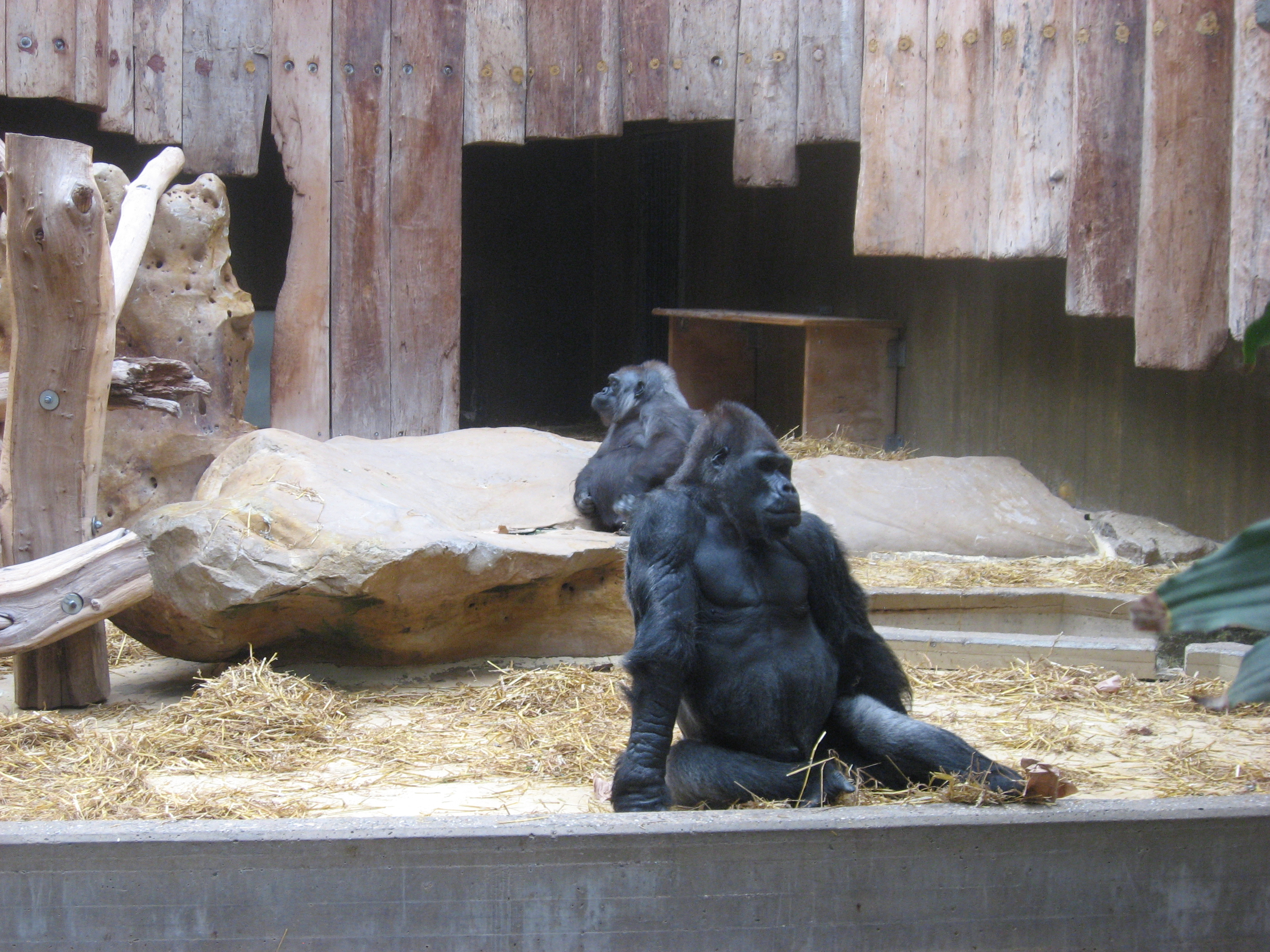
Massa (vorne) im Affenhaus Krefeld, 2014

Der Westliche Flachlandgorilla Massa (* 1971 in Kamerun; † 1. Januar 2020 in Krefeld) war einer der Affen, die in der Silvesternacht 2019/20 beim Brand des Affenhauses im Krefelder Zoo ums Leben kamen.
Massa kam am 29. April 1975 aus Kamerun in den Zoo Krefeld. Bis zu einem Alter von 48 Jahren sorgte er für Nachwuchs und galt damit als ältester Zuchtgorilla Europas. Nachdem er altersbedingt steril geworden war, wurde er zusammen mit den betagten weiblichen Flachlandgorillas Boma und Tumba (beide Jahrgang 1973) in einer sogenannten Seniorengruppe gehalten. Tumba starb am 13. Mai 2019, Boma gehörte wie Massa zu den Opfern des Brandes. Zwei Wochen nach dem Brand gab die Polizei bekannt, dass drei dieser Tiere erst am Morgen nach dem Brand getötet wurden. Bei demjenigen Gorilla, bei dem das von der Tierärztin verabreichte Narkotikum aufgrund der Schwere der Brandverletzungen mit großflächigen Hautschäden nicht seine volle Wirkung entfaltete, und der deshalb von einem Polizisten erschossen wurde, handelt es sich um Massa.
Neben dem Silberrücken Massa starben weitere Menschenaffen sowie andere Affen, Vögel und Flughunde. Zwei Schimpansen (Bally und Limbo) wurden im Nachgang der Löscharbeiten wider Erwarten nur leicht verletzt gefunden.
In den Folgemonaten der Brandkatastrophe hat der Zoo Krefeld das Projekt Artenschutz-Zentrum AffenPark ins Leben gerufen und unter anderem auch durch das Spenden-Projekt affenBrut die Möglichkeit geschaffen, dass jeder die Möglichkeit hat dieses zu unterstützen.

## Bedeutung für die Zucht
Massa war viele Jahre lang ein fester Baustein im Zuchtprogramm der Westlichen Flachlandgorillas. Der Zoo Krefeld ist Mitglied der European Association of Zoos and Aquaria und beteiligt sich am Europäischen Erhaltungszuchtprogramm. Massa hatte laut einem Artikel der NRZ aus dem Jahr 2013 damals etwa 60 lebende Nachkommen.
Zu Massas direkten Nachkommen gehören:
- Gorgo (* 28. Juni 1981, lebt im Darwineum im Zoo Rostock)
- Rebecca (* 1. September 1982, lebt im Zoo Frankfurt)
- Irlala †
- Bagira (* 6. Juni 1985, lebt im Saarbrücker Zoo)
- Kisoro †
- Mueli †
- Jambo (* 18. November 1993, lebt im Tiergarten Emirates Park, Abu Dhabi)
- Kira (* 25. September 1995, lebt im Moskauer Zoo, Russland)